# Aldo Gavazzi
Aldo Gavazzi (Frascati, 21 aprile 1921 – ...) è stato un calciatore italiano, di ruolo centrocampista.

## Carriera

### Calciatore
Debutta in Serie B con il Lecce nella stagione 1946-1947, disputando tre campionati di Serie B per un totale di 103 presenze e 17 reti.
Nel 1949 passa al Catania e gioca per altri tre anni in Serie B totalizzando 72 presenze e 17 reti.
Nel 1952 disputa un campionato di Serie C con la maglia dell'Arsenaltaranto.

### Allenatore
Allenò la Spes Artiglio di Roma nel 1956-1957, in IV Serie.